# Шумська волость
Шумська волость — адміністративно-територіальна одиниця Кременецького повіту Волинської губернії Російської імперії. Волосний центр — містечко Шумськ.

## Склад
Станом на 1885 рік складалася з 28 поселень об'єднаних у 24 сільські громади. Населення — 7999 осіб (3942 чоловічої статі та 4057 — жіночої), 741 дворове господарство.

### Основні поселення волості
- Шумськ — колишнє власницьке містечко при річці Вілія за 30 верст від повітового міста; волосне правління; 165 осіб, 18 дворів, православна церква, костел, синагога, 2 єврейські молитовні будинки, школа, 12 постоялих дворів, 17 постоялих будинків, лавка, 2 водяні млини, базар щонеділі, 4 ярмарки. За 5 верст — винокурний завод.
- Андрушівка — колишнє державне село при річці Кутенка, 371 особа, 28 дворів, каплиця, постоялий будинок.
- Бриків — колишнє власницьке село, 696 осіб, 74 двори, православна церква, школа, постоялий будинок, водяний млин, винокурний завод.
- Голубиси (Голибиси) — колишнє власницьке село при річці Вілія, 383 особи, 46 дворів, православна церква, постоялий будинок.
- Зіньки — колишнє державне село при річці Вілія, 279 осіб, 38 дворів, православна церква, школа, постоялий будинок.
- Кордишів — колишнє власницьке село при річці Вілія, 523 особи, 64 двори, православна церква.
- Кутів (Кути) — колишнє державне і власницьке село, 615 осіб, 44 двори, постоялий будинок, водяний млин.
- Малі Садочки — колишнє власницьке село, 185 осіб, 22 двори, православна церква, постоялий будинок.
- Онишківці — колишнє державне село при річці Вілія, 356 осіб, 36 дворів, православна церква, постоялий будинок, водяний млин.
- Переморівка — колишнє власницьке село, 122 особи, 14 дворів, православна церква, постоялий будинок, винокурний завод.
- Рохманів — колишнє власницьке містечко при річці Вілія, 309 осіб, 39 дворів, православна церква, школа, постоялий будинок, водяний млин.
- Сураж — колишнє державне село при річці Вілія, 873 особи, 92 двори, православна церква, каплиця, постоялий будинок, 2 водяних млин.

## Історія
Волость існувала з ХІХ ст. по 1920 р. у складі Кременецького повіту Волинської губернії. 18 березня 1921 року Західна Волинь відійшла до складу Польщі. Волость існувала як ґміна Шумськ Кременецького повіту в тих же межах, що і до 1921 року (за винятком сіл Баймаки та Зіньки, що залишилися у складі радянської частини Волині). В 1921 р. складалася з 43 населених пунктів, налічувала 15 852 жителі (11 524 православних, 4 111 римо-католиків, 5 євангелістів, 3 греко-католики і 209 юдеїв).
1 жовтня 1933 р. було передано до новоутвореної сільської ґміни Угорськ село Мости
На 1936 рік гміна складалася з 25 громад:
1. Андрушівка — село: Андрушівка та хутір: Пасіка;
2. Боложівка — село: Боложівка;
3. Бриків — село: Бриків;
4. Циранка Лепішівка — село: Циранка Лепішівка;
5. Ходаки — село: Ходаки та хутір: Креничне;
6. Гутисько Городиське — село: Гутисько Городиське та хутір: Янове Гутисько;
7. Гутисько Пікульське — село: Гутисько Пікульське та хутори: Дригани і Гутисько Польське;
8. Гута Стара — село: Гута Стара та селища: Сідлисько і Садова Гора;
9. Гута Руська — село: Гута Руська;
10. Голубіси — село: Голубиси;
11. Ізерна — село: Ізерна;
12. Кути — село: Кути;
13. Кордишів — село: Кордишів та хутори: Котячин і Михайлівка;
14. Кругулець — село: Кругулець;
15. Літовище — село: Літовище;
16. Маринки — село: Маринки;
17. Онишківці — село: Онишківці;
18. Обичі — село: Обичі та хутір: Монастирок;
19. Переморівка — село: Переморівка;
20. Рахманів — села: Рохманів і Новорахманів;
21. Садки Малі — село: Садки Малі та селища: Москалівка і Вигода;
22. Сураж — село: Сураж, селища: Лисиця та хутір: Малинів;
23. Шумськ — містечко: Шумськ;
24. Вашківці — село: Вашківці та хутір: Діброва;
25. Залужжя — село: Залужжя та хутори: Бацаї і Буда.

Після радянської анексії західноукраїнських земель ґміна ліквідована у зв'язку з утворенням Шумського району.